# Batiscafo Katiuskas
Batiscafo Katiuskas es el quinto álbum del grupo mallorquín Antònia Font, publicado en 2006. El disco estaba formado por un total de 12 canciones. La temática del anterior disco estaba dedicado al espacio galáctico y en este exploran las profundidades de los océanos en un submarino monoplaza. Sus letras mantienen su tono surrealista. De nuevo, Joan Miquel Oliver, es el compositor y letrista del álbum. Según declaró Oliver, "es un álbum conceptual, cortito, de un solo tema".
Aun así, en este disco hay varias canciones que abordan un mismo tema, pero no existe ningún hilo argumental sólido.
En las canciones «astronautes rimadors» y «turistes del futur», los personajes pasean por mundos ideales y paisajes imaginarios. La canción «Amazones a sa lluna» hace referencia al microrrelato El dinosaurio del escritor guatemalteco Augusto Monterroso.
Según escribía la revista Enderrock, el álbum continuaba la saga musical de doméstica-ficción y el lanzamiento del disco había levantado una cierta expectación entre la crítica y los seguidores cada vez más numeroso de la banda. La presentación del disco en Cataluña se hizo en el El Auditorio de Barcelona el 8 de junio de aquel año.
El disco fue considerado el mejor disco del año por votación popular y el segundo mejor valorado por la crítica en los premios Enderrock. El CD incluía un libro donde figuraba la letra de las canciones, que iba siempre escrita en minúsculas (después de puntos, los títulos de las canciones, etc.). Las dos únicas palabras que iban siempre en mayúsculas eran "Batiscafo Katiuskas".

## Canciones
Todas las canciones fueron escritas por Joan Miquel Oliver a excepción de Tonto que fue una improvisación de un texto de Julio Cortázar.
Los títulos y orden en el disco de las canciones son los siguientes:
1. Play
2. Batiscafo Katiuskas
3. Wa yeah!
4. Tokio m'és igual
5. Amazones a sa lluna
6. Darrere una revista
7. Love song
8. Nata
9. Mecanismes
10. Tonto
11. Bamboo
12. Replay